# Liste der denkmalgeschützten Objekte in Neukirchen am Walde
Die Liste der denkmalgeschützten Objekte in Neukirchen am Walde enthält die denkmalgeschützten, unbeweglichen Objekte der Gemeinde Neukirchen am Walde in Oberösterreich (Bezirk Grieskirchen).

## Denkmäler
| Foto |                 | Denkmal                                                                    | Standort                                         | Beschreibung | Metadaten |
| ---- | --------------- | -------------------------------------------------------------------------- | ------------------------------------------------ | --- | --- |
| ja   | Datei hochladen | Obere und Untere Kreuzbergkapelle HERIS-ID: 66240 Objekt-ID: 79116         | bei Am Kreuzberg 12 Standort KG: Neukirchen      | | BDA-Hist.: Q38112704 Status: § 2a Stand der BDA-Liste: 2025-06-30 Name: Obere und Untere Kreuzbergkapelle GstNr.: 1030                             |
| ja   | Datei hochladen | Kath. Pfarrkirche hl. Johannes der Täufer HERIS-ID: 52428 Objekt-ID: 59179 | bei Kirchenplatz 1 Standort KG: Neukirchen       | Die spätgotische Hallenkirche hat ein dreischiffiges vierjochiges Langhaus. Da sich die Fenster in den Pfeilerachsen befinden entstand ein eigenartiges gegenständiges dreisterniges Rippengewölbe. Der eingezogene einjochige mit einer Pendentifkuppel gewölbte Chor schließt mit einem innen ausgerundeten Dreiachtelschluss. Die dreiachsige zweijochige Westempore ist netzrippenunterwölbt. Der Turm im südlichen Chorwinkel trägt einen Spitzhelm. Den Hochaltar baute 1765/1766 Franz Stadler und zeigt ein Hochaltarbild Taufe Christi von Bartolomeo Altomonte (1766). | BDA-Hist.: Q26714902 Status: § 2a Stand der BDA-Liste: 2025-06-30 Name: Kath. Pfarrkirche hl. Johannes der Täufer GstNr.: .45                      |
| ja   | Datei hochladen | Figurenbildstock hl. Johannes Nepomuk HERIS-ID: 66238 Objekt-ID: 79114     | bei Marktplatz 34 Standort KG: Neukirchen        | | BDA-Hist.: Q38112692 Status: § 2a Stand der BDA-Liste: 2025-06-30 Name: Figurenbildstock hl. Johannes Nepomuk GstNr.: 4646/16                      |
| ja   | Datei hochladen | Kath. Filialkirche hl. Sixt HERIS-ID: 38329 Objekt-ID: 37864               | bei Straß bei Sankt Sixt 7 Standort KG: St. Sixt | → Hauptartikel : Filialkirche Straß bei Sankt Sixt f1 | BDA-Hist.: Q37980559 Status: § 2a Stand der BDA-Liste: 2025-06-30 Name: Kath. Filialkirche hl. Sixt GstNr.: .205 Filialkirche Straß bei Sankt Sixt |